# Культурная жизнь блокадного Ленинграда

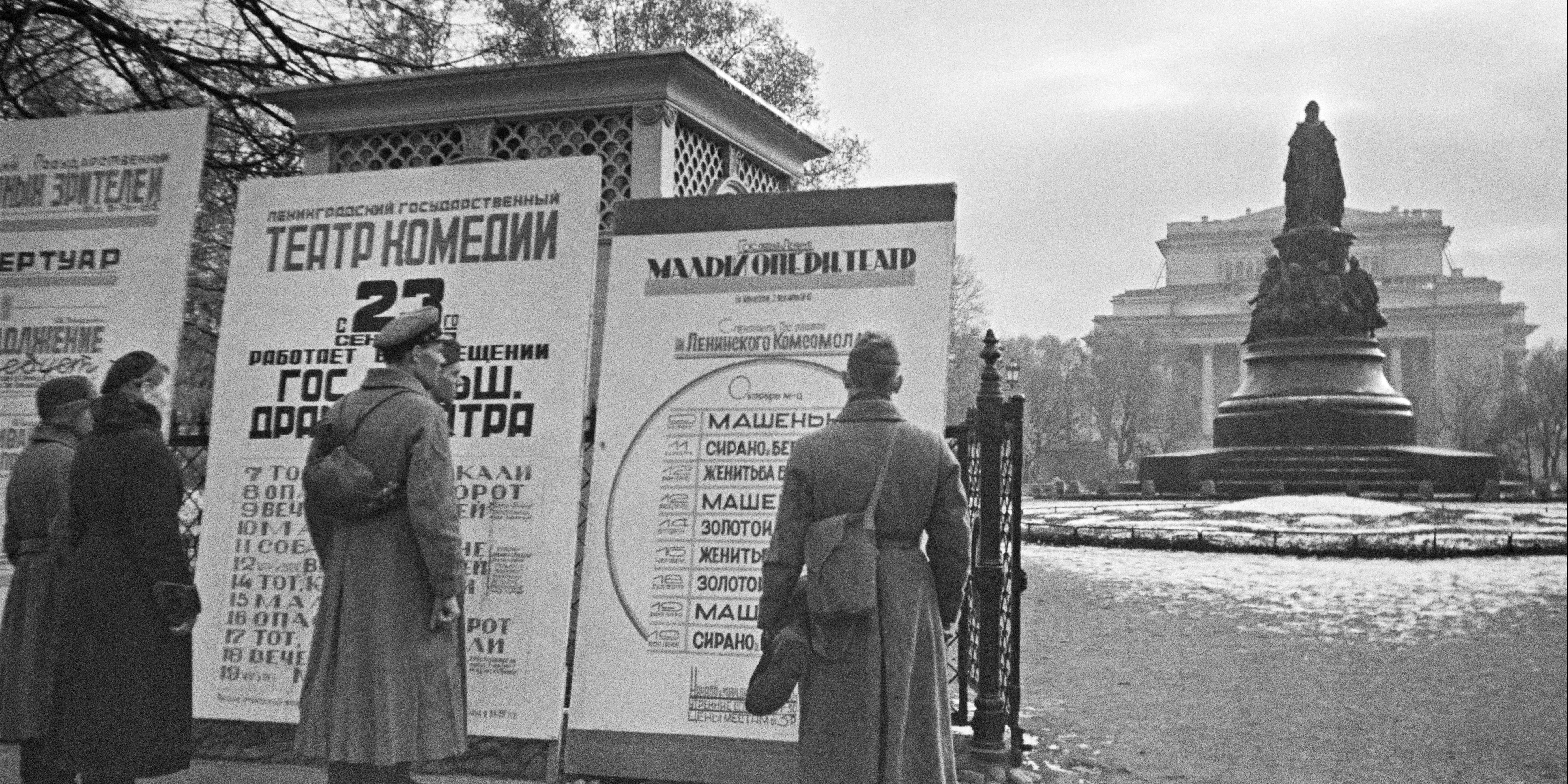
У театральной афиши. Ленинград октябрь 1941 года. Россия, Санкт-Петербург

Культу́рная жи́знь блока́дного Ленингра́да — продолжавшаяся во время блокады Ленинграда творческая и просветительская работа деятелей культуры и науки, культурных и научных учреждений, включая их посещение рядовыми слушателями, зрителями и читателями.

## История
А. Верт, работавший в годы войны корреспондентом радиокомпании «Би-би-си» и газеты «Санди таймс», отмечал: «…как только немцы были остановлены за стенами Ленинграда, как только было принято решение биться за каждый дом и за каждую улицу, ошибки военных и гражданских властей были охотно забыты, ибо речь теперь шла о том, чтобы отстоять Ленинград любой ценой».
Общий настрой жителей Ленинграда отражён в словах художника-акварелиста и гравёра А. П. Остроумовой-Лебедевой, действительного члена Академии художеств СССР, написавшей в дневнике:
Я всем существом своим, умом, душой и сердцем сознаю, что нам сдавать Ленинград нельзя. Погибнуть, но не сдаваться. Советский человек даже в страшных условиях блокады находил силы бороться со всеми невзгодами. Его бесстрашие, отвага, способность к сопротивлению поразительные».
Несмотря на голод, холод, бомбёжки и артиллерийские обстрелы, творческую работу продолжали музыканты и композиторы, сотрудники музеев, библиотек, ленинградские учёные, художники и поэты, проявляя в нечеловеческих условиях достоинство и лучшие душевные качества.
Всемирно известный востоковед И. Ю. Крачковский покинул город через год после начала войны. Страшную зиму 1942/1943 года он пережил в Ленинграде, за это время написал 14 глав монографии «Обзор арабской географической литературы», читал лекции в университете и Институте востоковедения академии. Как и всем, ему приходилось таскать воду и рубить дрова, чтобы выжить.
И. А. Орбели помимо большой научной работы в Эрмитаже подготовил и прочёл не менее двухсот лекции для жителей города и моряков-балтийцев. Искусствоведы провели гигантскую работу по защите и охране памятников архитектуры и искусства. В блокадном городе сотрудники музея водили по опустевшим залам экскурсии, рассказывая о вывезенных картинах.
Уникальными можно назвать выступления в годы блокады пианиста А. Д. Каменского, который играл в прифронтовых частях, на агитационных пунктах, вокзалах и в госпиталях, никогда не отказываясь от выступления. В Большом зале Ленинградской филармонии в декабре 1941 года он принимал участие в концерте при минусовой температуре в зале. Исполнялись произведения Чайковского. Оркестр был в валенках и перчатках, публика в пальто и тулупах. Пианист И. Каменский и дирижёр И. С. Миклашевский вышли на сцену во фраках. Зал аплодировал стоя. Работали Публичная библиотека им. Салтыкова-Щедрина, библиотека Академии наук, районные и городские библиотеки города, более пятнадцати кинотеатров, издавались книги, художники писали плакаты и картины блокадного города.
Большую помощь оказала жителям осаждённого города поэтесса Ольга Берггольц, выступая по радио почти каждый день. Большой симфонический оркестр Ленинградского Радиокомитета и Театра музыкальной комедии были единственными коллективами, которые остались в блокадном городе и продолжали работать. По радио в блокадном Ленинграде почти ежедневно звучала классическая музыка. 9 августа 1942 года музыканты исполнили под управлением дирижёра Карла Элиасберга Симфонию № 7 («Ленинградская») в Большом зале филармонии.

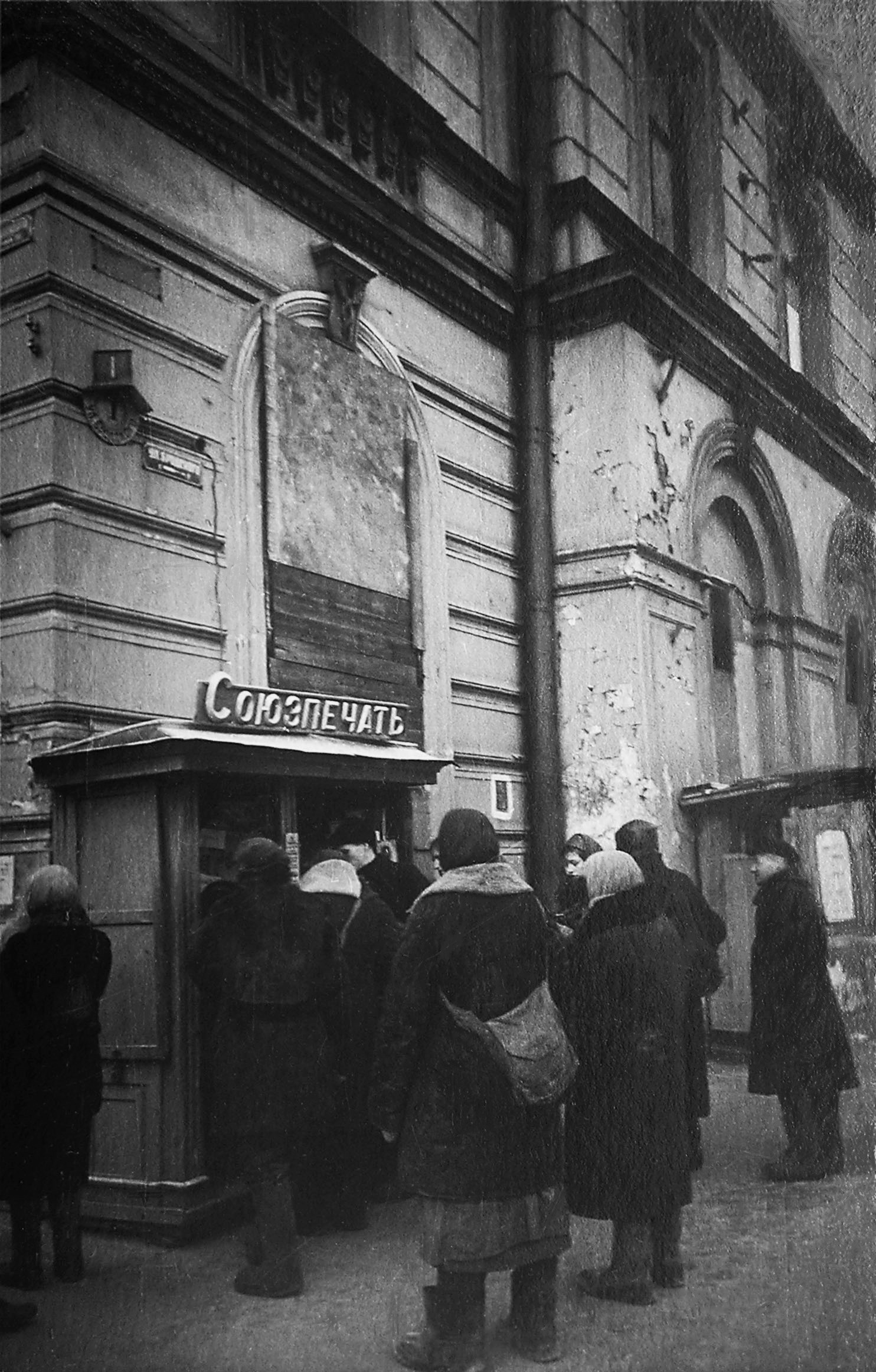
Ленинград блокадный. Союзпечать.
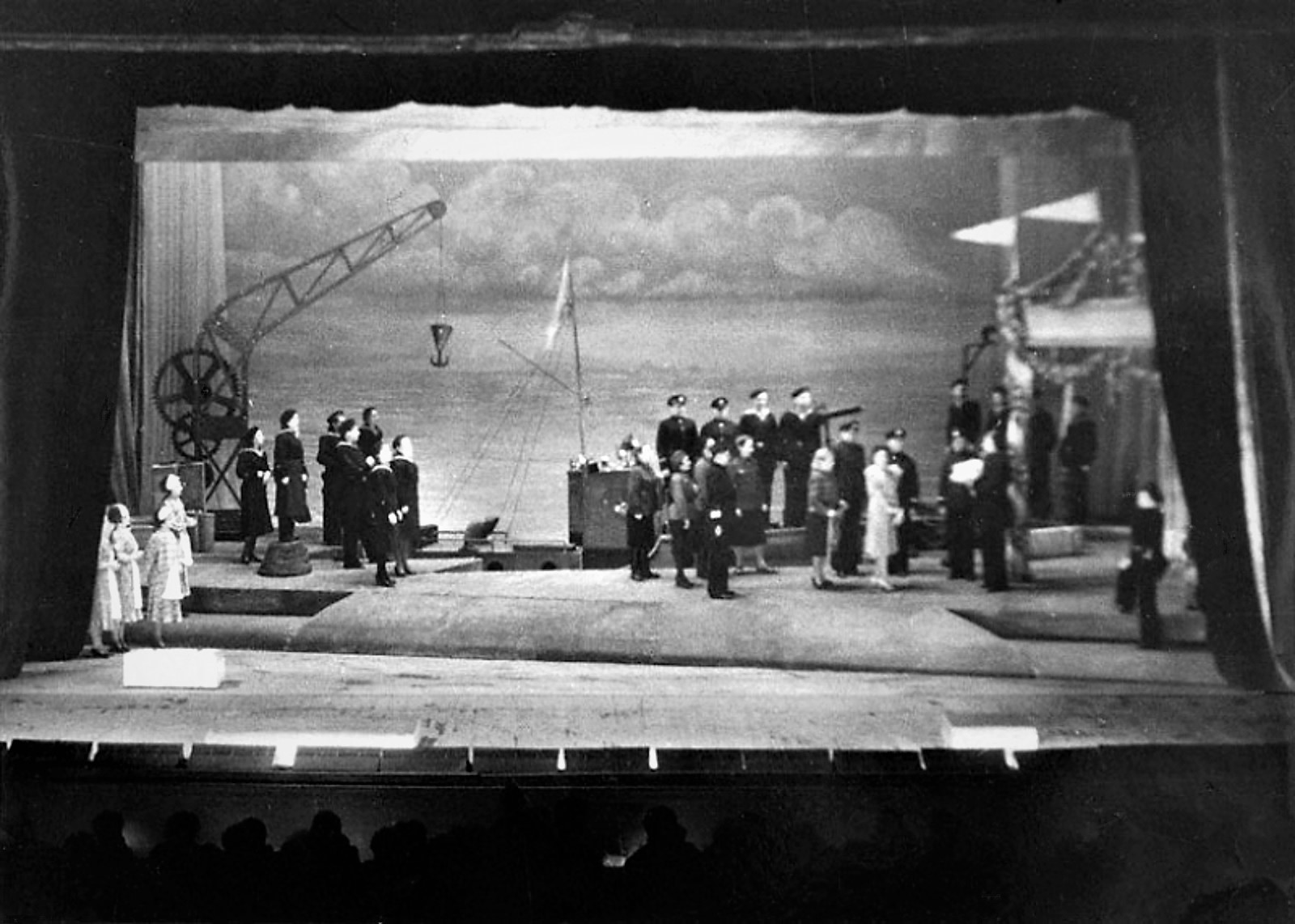
Театр, спектакль.
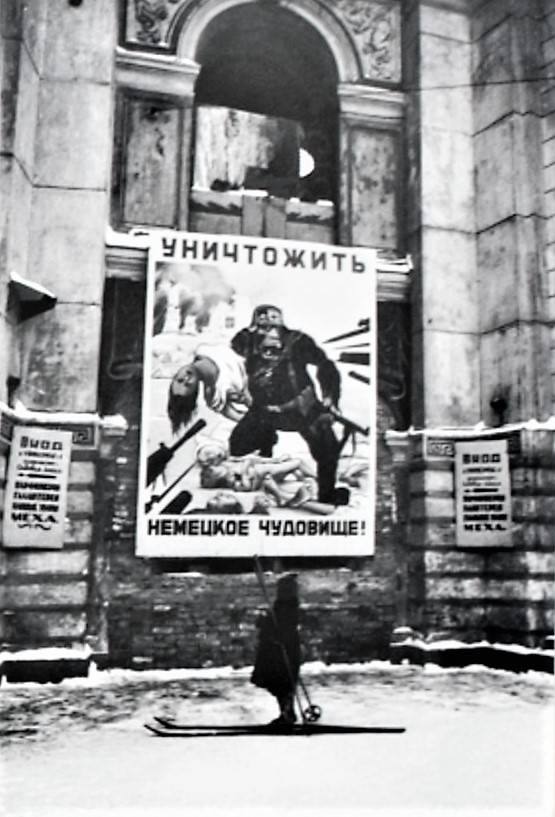
Ленинград блокадный. Плакат. 1942 год.
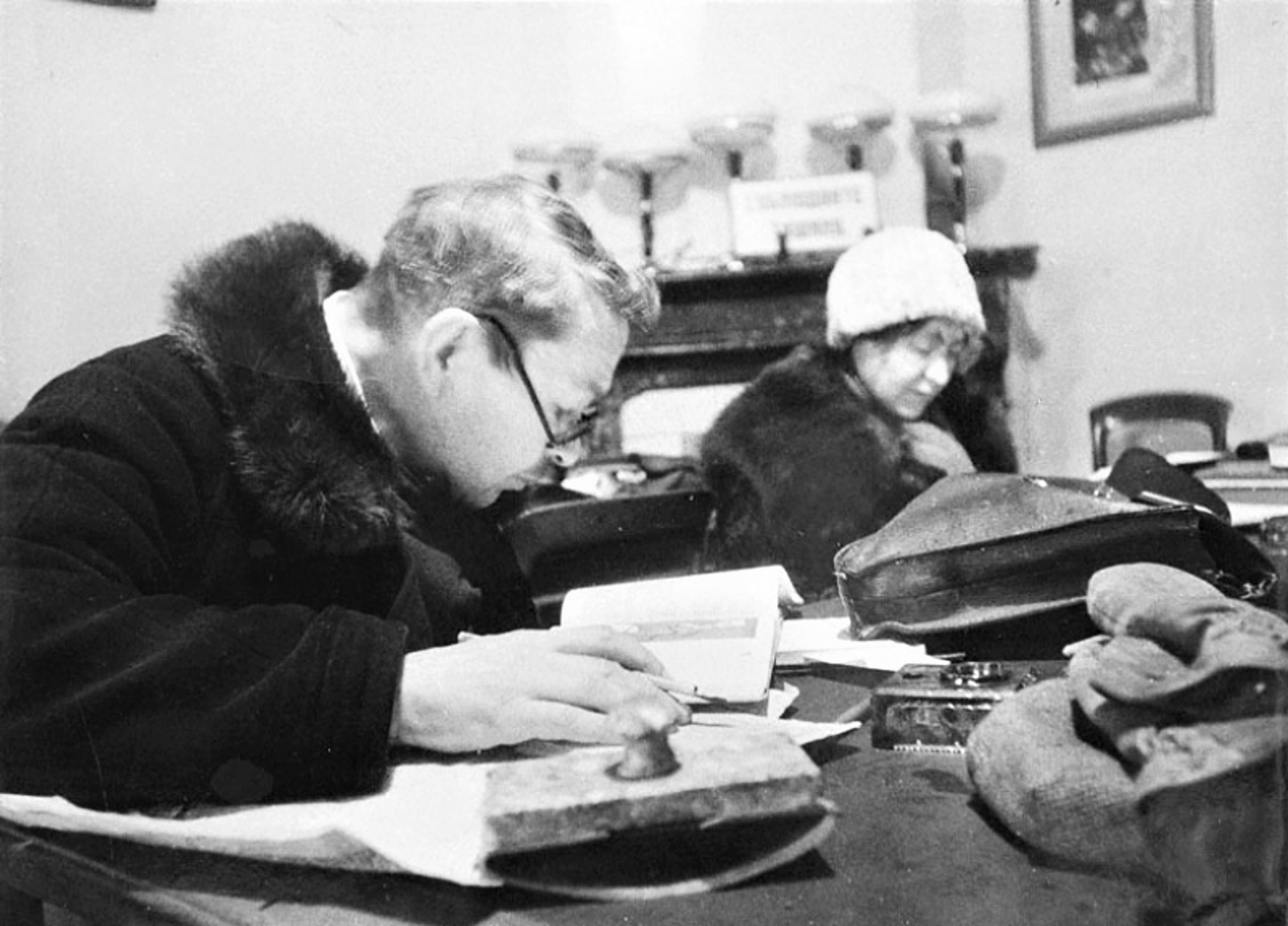
Б-ка им. Салтыкова-Щедрина. 1942 год.
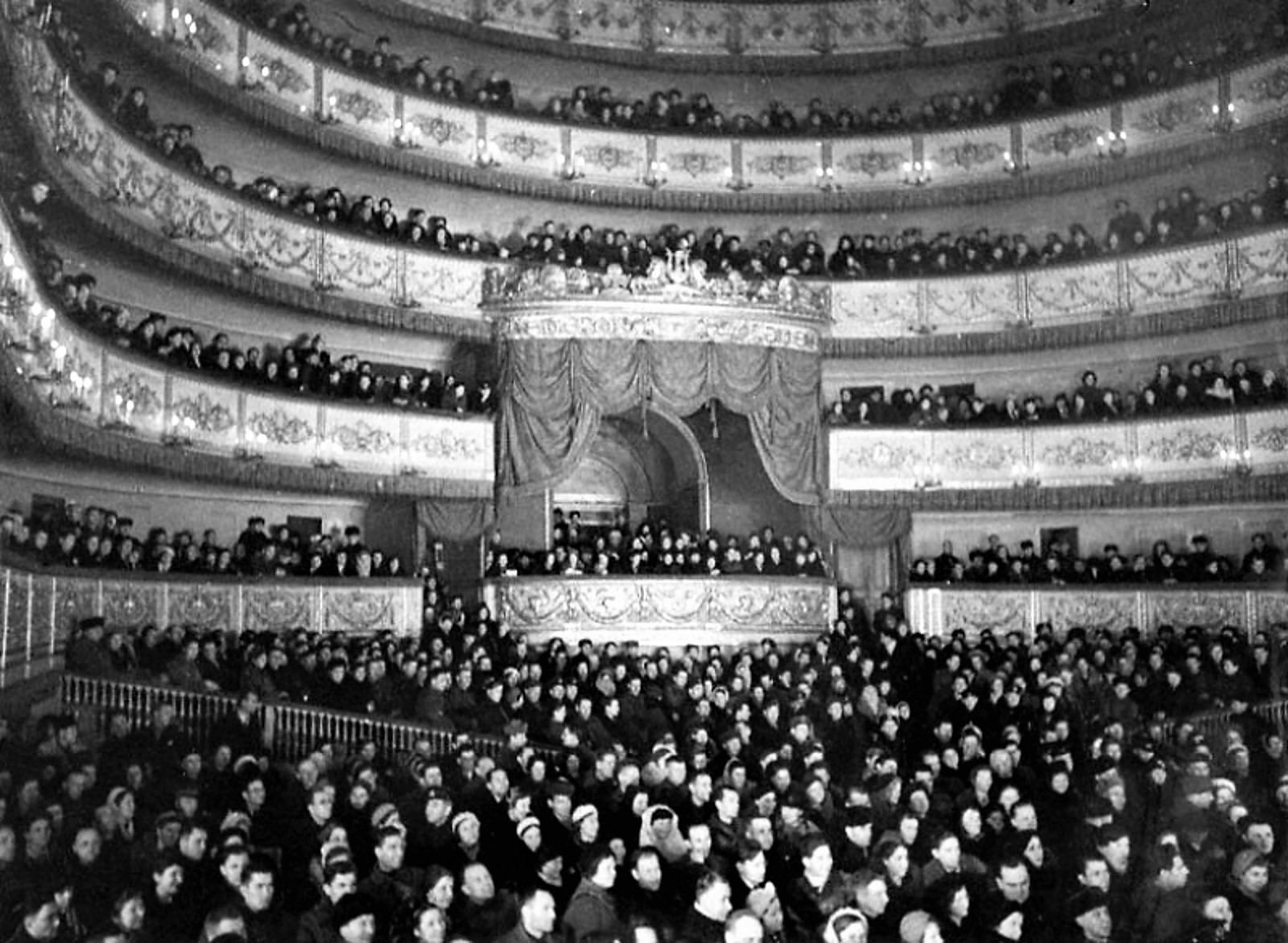
Зрители в театре. 1942 год.
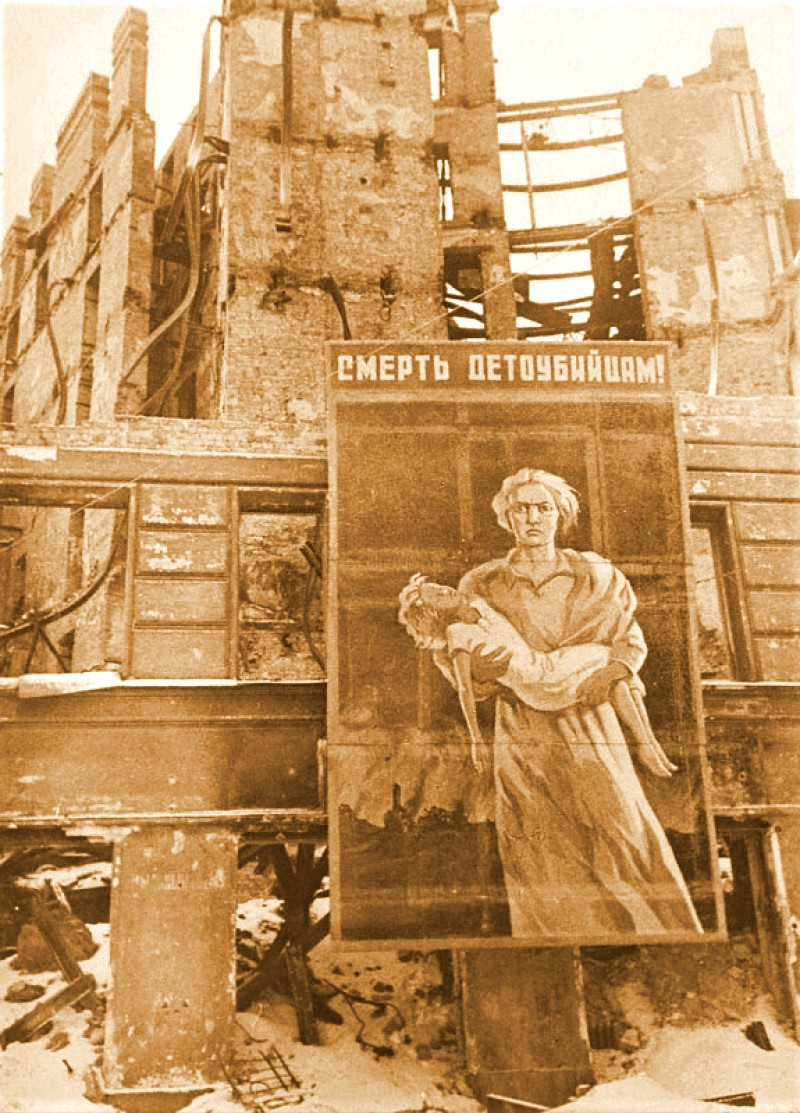
Плакат «Смерть детоубийцам».

После этого выступления концерты в филармонии стали регулярными — их общее количество перешагнуло за триста, и это был настоящий подвиг музыкантов. В Театре музыкальной комедии ставили спектакли и оперы, артисты выезжали на фронт, давая концерты, иногда по десять выступлений за день. Они же тушили зажигательные бомбы на крышах в составе команд МПВО, разбирали завалы в домах, входили в медико-санитарную команду, дежурили в госпиталях. Театральный коллектив изучал военное дело и умел стрелять.
В конце октября 1942 года в блокадном городе был открыт Городской театр. Позже он станет Ленинградским драматическим театром. В труппе играли артисты из разных театров: Театра драмы им. Пушкина, Дома Красной Армии, Нового ТЮЗа и Радиокомитета. За дни блокады было поставлено несколько пьес: «Русские люди», «Жди меня» (К. Симонов), «Женитьба Белугина» (А. Островский), «Фронт» (А. Корнейчук), «Нашествие» (Л. Леонов), «Олеко Дундич» (А. Ржешевский) и другие.
Ленинградский зоосад открылся летом 1942 года. В начале войны более половины животных из ленинградского зоосада были вывезены. Работники сохраняли оставшихся животных. В числе оставшихся в блокадном городе животных была бегемотиха Красавица. Для неё зоолог Екатерина Ивановна Дашина носила воду с Невы — до 400 л в день (не менее сорока вёдер), распаривала опилки и выращивала корм на грядках. Для огородов под овощи для животных были выделены дополнительные площади в Удельном. Бегемотиха и зоолог дожили до Победы. Слон и сторож погибли во время бомбёжки, из воронки пришлось доставать бизона. 
Балетмейстер Аркадий Ефимович Обрант, воевавший на фронте, по поручению командования разыскал в блокадном Ленинграде девять участников танцевального коллектива — школьников, с которыми работал до войны. После нескольких репетиций и больницы, где танцоры восстанавливали силы, коллектив показывал военные и народные танцевальные номера в госпиталях и прифронтовой полосе: всего ансамбль представил до 1945 года более трёх тысяч концертов, в том числе — в Колонном зале Дома Союзов. А. Обрант стал первым военным балетмейстером Советского Союза.
В годы блокады гитлеровцы превратили Ленинград из «окна в Европу» в заблокированный город. Русская культура на подступах к Ленинграду столкнулась с «контркультурной и антигуманистической силой», став местом одной из «главных битв Второй мировой войны — „варварского разрушения“ и культуры».